# Fritillaria eduardii
Fritillaria eduardii — це вид квіткових рослин сімейства лілієві, що походить із Центральної Азії. Ця рослина відноситься до зникаючих та занесена до Червоної книги. Народна назва - Айгуль. 
Тісно пов’язаний із широко культивованим видом F. imperialis , який називається «корона імператорська».  

## Опис
Айгуль — рослина висотою 1-1,5 метри з довгими зеленими листками, що ростуть вздовж усього стебла. Ростки у «місячної квітки» з'являються лише через сім років , а ще через сім з'являється перша квітка. І кожен рік додається по одному яскраво-оранжевому бутону. . Існує дуже популярна легенда про цю квітку, що зробило її певною мірою визначною місцевою пам'яткою, де вона росте, що і призвело до загрози її зникнення. Зараз за збереженням квітки слідкує влада та народні дружинники. Цю квітку так і не вдалося виростити в тепличних умовах. 

## Різновиди
- Fritillaria eduardii var. inodora (Regel) Wietsma - Таджикистан, Узбекистан
- Fritillaria eduardii var. eduardii - Таджикистан, Узбекистан, Киргизстан